# 十九烈士墓
十九烈士墓，位于中国广东省揭阳市普宁市梅林镇埔顶下，为普宁市的一个市级文物保护单位，类型为近现代重要史迹及代表性建筑，公布时间为1988年。
十九烈士墓的历史年代为1950年元旦。